# Šaludovac
Šaludovac (cyr. Шалудовац) – wieś w Serbii, w okręgu pomorawskim, w gminie Paraćin. W 2011 roku liczyła 376 mieszkańców.